# Ahliesaurus
Ahliesaurus — рід авлопоподібних риб родини  Notosudidae. Рід поширений у Південній півкулі та Східній Пацифіці. Це дрібні (до 25 см завдовжки), глибоководні риби.

## Класифікація
Рід налічує два види:
- Ahliesaurus berryi Bertelsen, G. Krefft & N. B. Marshall, 1976
- Ahliesaurus brevis Bertelsen, G. Krefft & N. B. Marshall, 1976